# Christian Wilhelm Ernst Dietrich

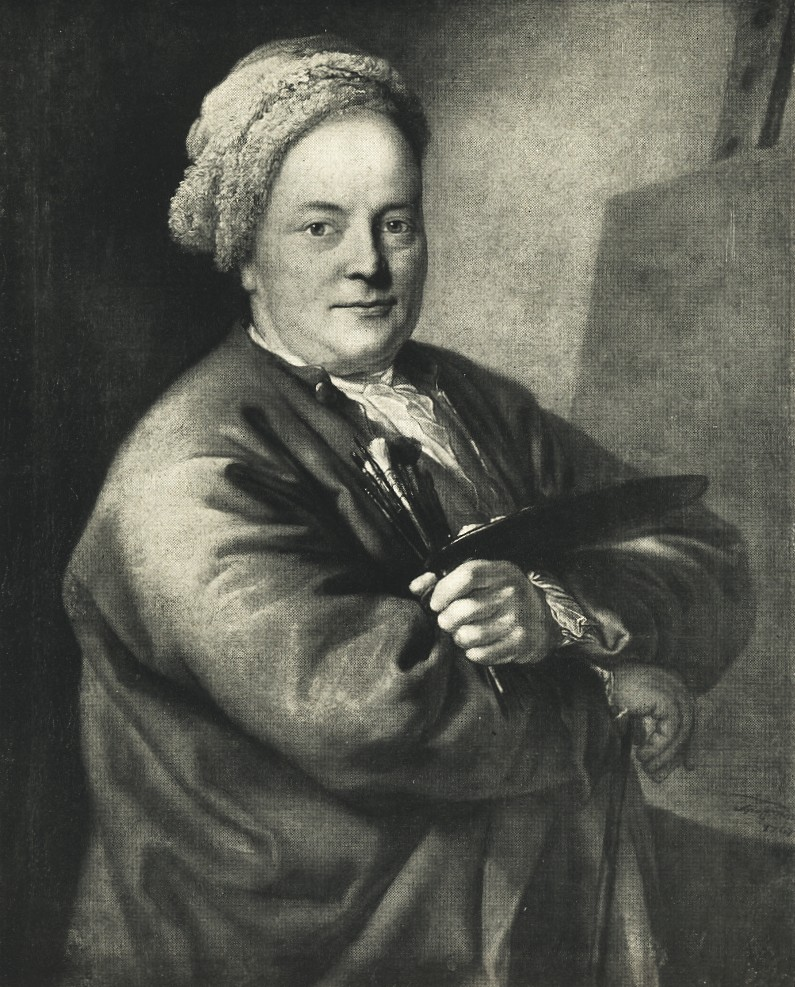
Christian Wilhelm Ernst Dietrich; Porträt von Anton Graff, 1767.

Christian Wilhelm Ernst Dietrich, auch Christian Guillaume Ernest Dietricy (* 30. Oktober 1712 in Weimar; † 23. April 1774 in Dresden), war ein deutscher Maler, Radierer und Kupferstecher.

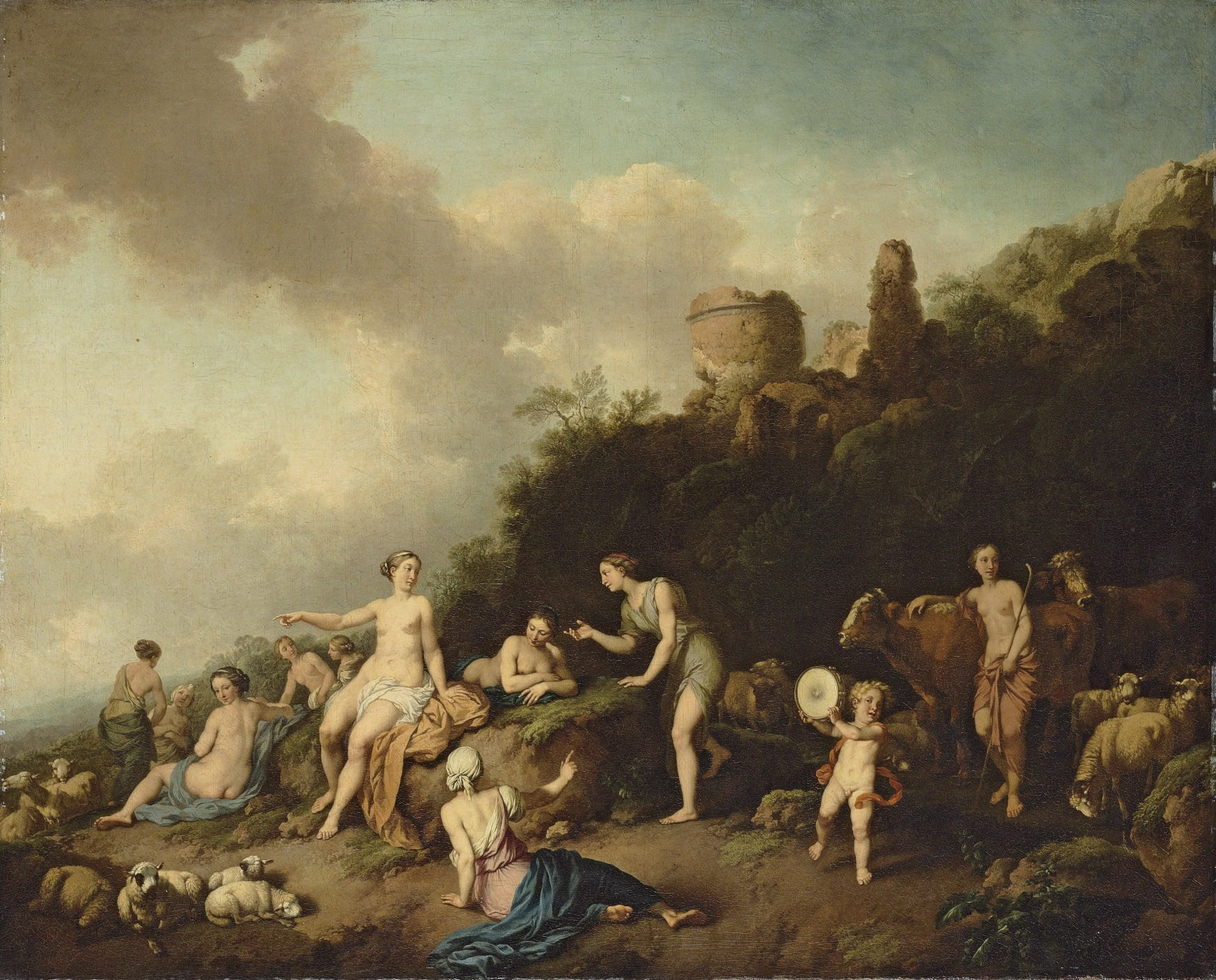
Schäferszene: Hirtinnen und Herden, 1751

## Leben
Christian Wilhelm Ernst Dietrich wurde als Sohn des Hofmalers Johann Georg Dietrich in Weimar geboren. Seine Mutter war Johanna Dorothea Dietrich, die Tochter des Hofmalers Johann Ernst Rentsch aus Weimar. Seine Schwester Maria Dorothea Wagner widmete sich später der Landschaftsmalerei, ebenso wie sein Neffe Johann Georg Wagner. Auch Dietrichs jüngste Schwester Rahel Rosina Böhme wurde Malerin.
Dietrich erhielt seine früheste Ausbildung in Weimar bei seinem Vater Johann Georg Dietrich. Nach seiner Übersiedelung nach Dresden 1724 wurde Dietrich von dem Landschaftsmaler Johann Alexander Thiele gefördert. August der Starke wurde bald auf das junge Talent aufmerksam und ließ den Grafen Brühl für die weitere Ausbildung Dietrichs Sorge tragen, der sein Gönner wurde.
Nach einer längeren Reise, die ihn ab 1734 möglicherweise auch in die Niederlande geführt hatte, wurde Dietrich 1741 von August III. zum Hofmaler ernannt. Eine anschließende Studienfahrt nach Italien im Jahr 1743, in deren Folge sich Dietrich in Dietricy umbenannte, wirkte sich auf Dietrichs Werk allerdings nur bedingt aus und kann quellenkundlich nicht belegt werden. Die folgenden Jahre zählen zu Dietrichs schaffensreichsten und erfolgreichsten. In ganz Europa wurden seine Werke gehandelt. Er erhielt Ehrenmitgliedschaften der Akademien in Augsburg, Bologna und Kopenhagen und wurde 1764 zum Direktor der Malerschule der Meißner Porzellanmanufaktur ernannt. Ein Jahr später erhielt er an der Kunstakademie Dresden eine Professur, die er bis zu seinem Tod innehatte. Nach seinem Tod veranlasste die Witwe Dietrichs den Maler Adrian Zingg eine Gesamtausgabe zu publizieren, die 87 Blätter umfasste, von denen ein Teil Zingg vollendete. Das Titelblatt ist der vierte Abdruck einer Felsenlandschaft von Dietrich in der Stiltradition Salvator Rosas.

## Werk

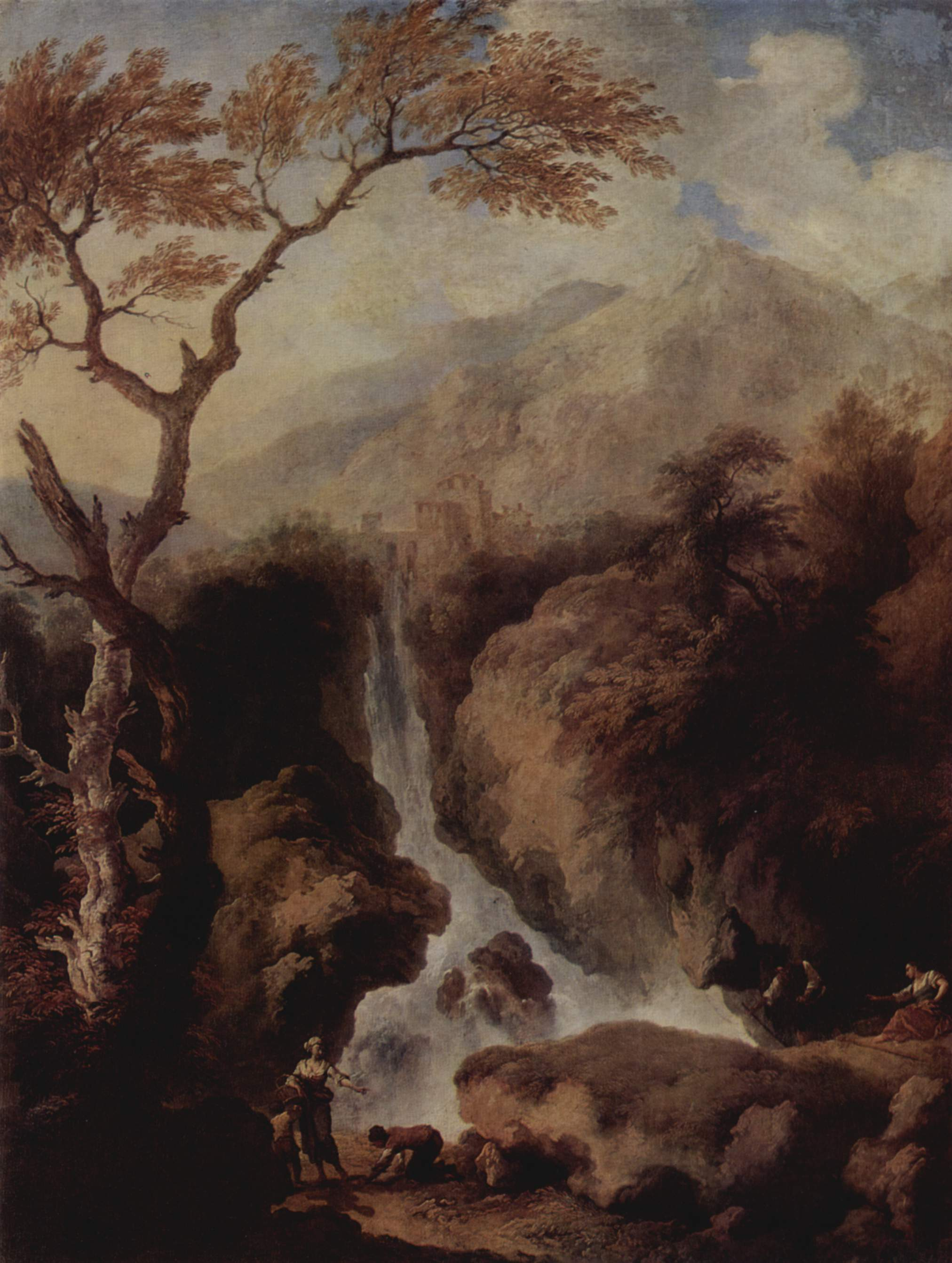
Christian Wilhelm Ernst Dietrich – Wasserfälle in der Umgebung Roms, um 1750.

Dietrichs Werk umfasst alle Stoffgebiete und Techniken der Malerei seiner Zeit. Auch verschiedene Kunstrichtungen des 17. Jahrhunderts finden sich in seinem Gesamtwerk wieder.

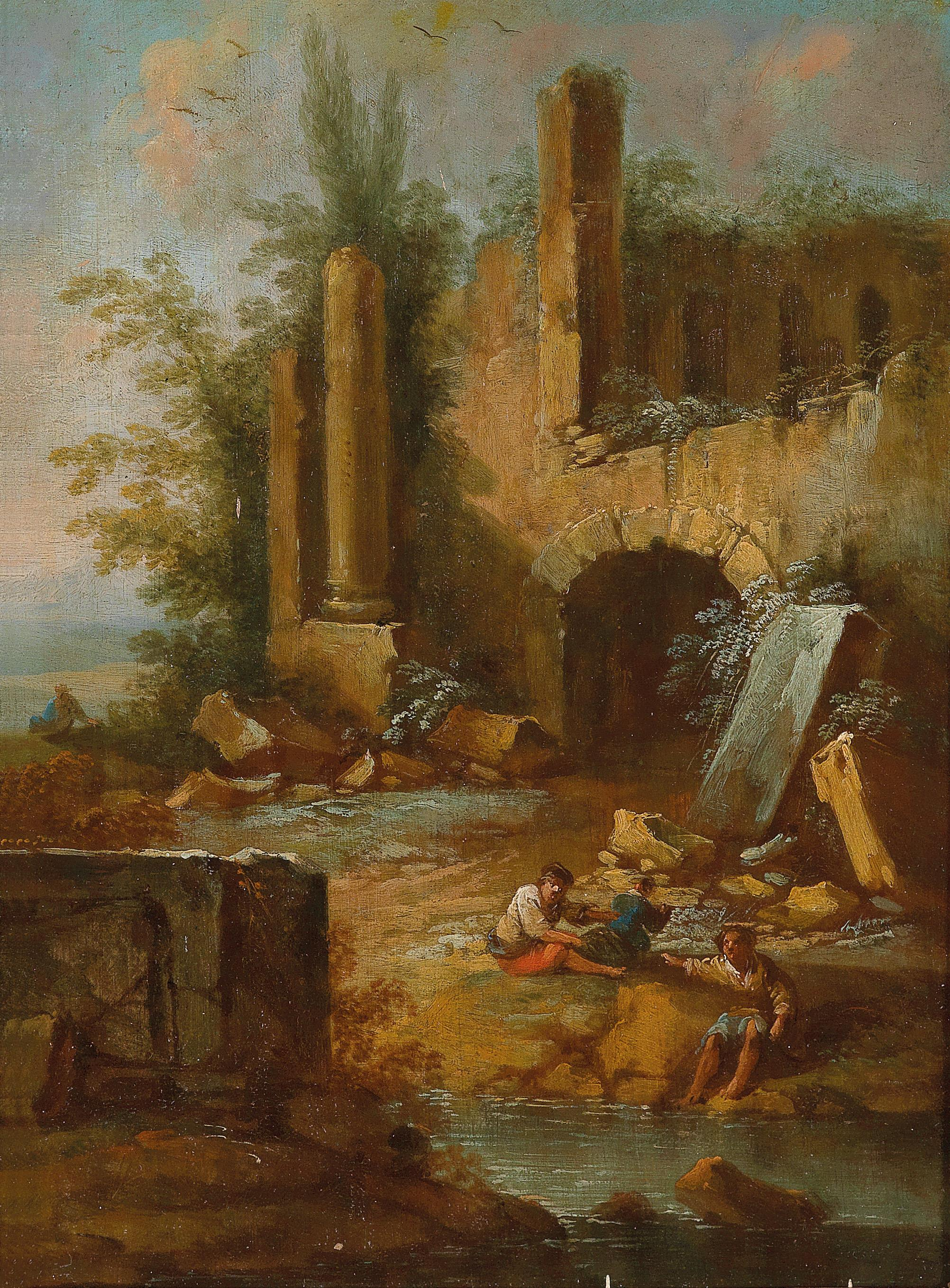
Christian Wilhelm Ernst Dietrich, gen. Dietricy – Landschaft mit zwei Männern vor römischen Ruinen

Zunächst beschränkte sich Dietrich auf die Nachahmung der bekannten niederländischen Maler wie Rembrandt van Rijn, Adriaen van Ostade, Cornelis van Poelenburgh und Nicolaes Pieterszoon Berchem, aber auch Antoine Watteau. Seine Bilder glichen technisch dem Originalstil oft derart, dass sie beispielsweise als echte „Rembrandts“ verkauft wurden.
Von Zeitgenossen wurden seine Landschaftsradierungen am höchsten geschätzt, Johann Joachim Winckelmann nannte Dietrich diesbezüglich sogar den „Raffael aller Zeiten in Landschaften“. Sie stellen eine Vorstufe zur realistischen Landschaftsmalerei dar, die zum Beispiel von seinem Schüler Johann Christian Klengel vertreten wurde. Seine ca. 181 überlieferten druckgrafischen Blätter zeichnen sich vor allem durch die Virtuosität der Technik und die Bandbreite seiner Darstellungsmotive aus. Dietrichs druckgraphisches Œuvre beinhaltet Themen des Alten und Neuen Testaments, der Mythologie, Allegorie und Geschichte sowie Landschaften, Vieh- und Hirtenstücke, Tierstudien, Wappen, Vignetten, verzierte Buchstaben, Halbfiguren, Brustbilder, Genredarstellungen, Köpfe usw. Ein Hauptaugenmerk ist auf die Landschaftsdarstellungen zu richten, die in virtuoser Manier der holländischen Meister des 17. Jahrhunderts oder italienischen Meister des 17. und Anfang des 18. Jahrhunderts radiert sind und einen Schwerpunkt in seinem druckgrafischen Œuvre bilden.
Der berüchtigte Kunsträuber Stéphane Breitwieser begann seinen Beutezug durch die europäischen Museen 1995 mit einem Gemälde von Dietrich, dessen plastische Eigenschaften ihn an Rembrandt erinnerten.
Anlässlich seines 300. Geburtstages im Jahr 2012 stellte eine im Hirmer-Verlag erschienene Monografie von der Kunsthistorikerin Petra Schniewind-Michel Leben und Werk dieses außergewöhnlichen Künstlers erneut vor, dessen Bedeutung im Zuge des sich wandelnden Kunstgeschmacks im 19. Jahrhundert weitgehend in Vergessenheit geraten war.